# Chain Reaction of Mental Anguish
"Chain Reaction of Mental Anguish" é o quinto episódio da quinta temporada da série de televisão de comédia de situação norte-americana 30 Rock, e o 85.° da série em geral. Foi realizado por Ken Whittingham e teve o seu enredo escrito por Kay Cannon, que é também responsável pela produção. A sua transmissão original nos Estados Unidos ocorreu através da rede de televisão National Broadcasting Company (NBC) na noite de 2 de Dezembro de 2010. Dentre os artistas convidados, estão inclusos Will Forte, Kelly Coffield Park, Michael Benjamin Washington, Hannibal Buress, Ben Cook, Jeff Magnussen, Zack Robidas, Marcella Roy, e Jason Salmon.
No episódio, Jack Donaghy (interpretado por Alec Baldwin) recomenda Liz Lemon (Tina Fey) a consultar um terapeuta quando esta se preocupa com o facto do seu namorado Carol Burnett estar a ficar entediado com o namoro deles. Então, ela participa em sessões de terapia pouco convencionais com o estagiário Kenneth Parcell (Jack McBrayer) e revela os seus problemas de infância com comida e confiança. Entretanto, Tracy Jordan desenvolve laços com o seu alegado filho Donald (Washington), que procura o seu apoio financeiro para abrir um restaurante temático com batalhas entre monstros japoneses sem marca, levando Jacka refletir sobre os seus próprios problemas paternos e a encorajar Tracy a acreditar em Donald. Simultaneamente, Jenna Maroney (Jane Krakowski) enfrenta desafios na sua relação com o seu namorado transformista Paul L'astnamé, enquanto celebram o seu aniversário de seis meses de namoro.
Em geral, "Chain Reaction of Mental Anguish" foi recebido com uma mistura de apreciação e repreendimento pelos críticos especialistas em televisão do horário nobre. A sua limitação em termos de profundidade emocional, em comparação com os episódios anteriores, foi destacada, assim como um desapontamento com a subtrama de Jenna e Paul, que foi vista como estranha em vez de humorística. Mesmo assim, os críticos elogiaram a interação cómica entre as personagens, embora alguns tenham sentido que o próprio Tracy foi subutilizado. Houve um consenso de que o episódio não atingiu os picos emocionais dos episódios anteriores da temporada, sugerindo que 30 Rock continua a equilibrar o seu absurdo com momentos de sentimento genuíno, embora com sucesso variável. De acordo com o sistema de mediação de audiências Nielsen Ratings, "Chain Reaction of Mental Anguish" foi assistido por uma média de 5 milhões e 30 mil de agregados familiares durante a sua transmissão original norte-americana, e foi-lhe atribuída a classificação de 2,3 e seis de share entre os telespectadores pertencentes ao perfil demográfico dos dezoito aos 49 anos de idade.

## Produção e desenvolvimento

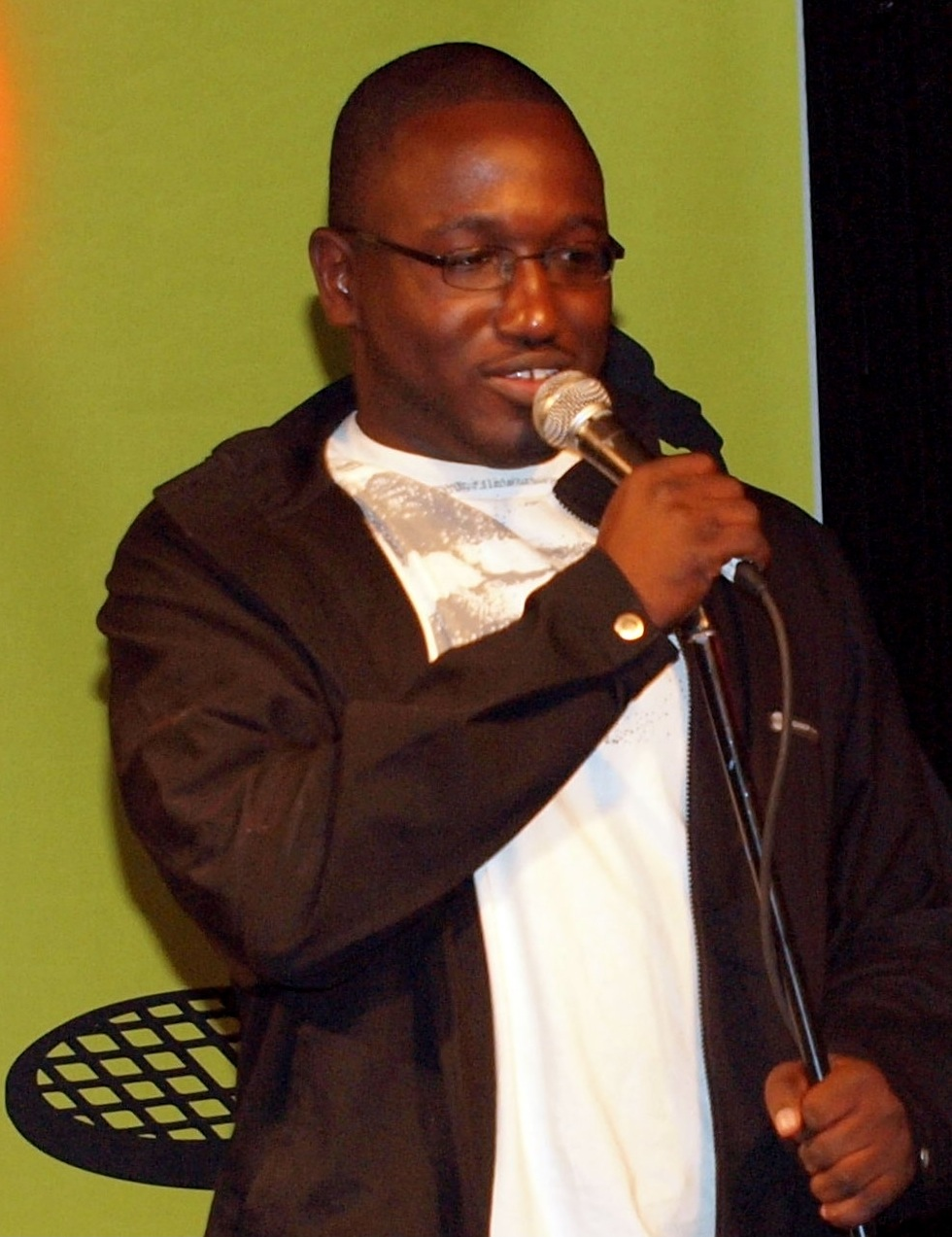
Este episódio marcou a estreia de Hannibal Buress em 30 Rock.

"Chain Reaction of Mental Anguish" é o quinto episódio da quinta temporada de 30 Rock. Foi realizado por Ken Whittingham e teve o seu enredo redigido por Kay Cannon, que é também responsável pela produção da temporada. Assim, marcou a terceira e a oitava vez que eles trabalham na realização e no guião de um episódio da série, respetivamente. Embora os seus nomes tenhm sido listados nos créditos do episódio, os atores Scott Adsit, Judah Friedlander e Keith Powell — respetivos intérpretes das personagens Pete Hornberger, Frank Rossitano e James "Toofer" Spurlock — não participaram de "Chain Reaction of Mental Anguish".
O comediante Will Forte, ex-integrante do elenco do programa de televisão humorístico Saturday Night Live (SNL), participou do episódio repetindo a sua performance como Paul L'astnamé, namorado transformista de Jenna, pela terceira vez. Ele também fez uma participação na primeira temporada num papel diferente. O SNL, programa no qual Tina Fey — argumentista-chefe, criadora, produtora executiva e atriz principal de 30 Rock — foi argumentista-chefe entre 1999 e 2006, tem muitas conexões com 30 Rock. 30 Rock é muitas vezes visto como um reflexo cómico do SNL, e Liz Lemon como uma versão ficcionada de Fey, encarnando as dificuldades de liderar um programa cómico num ambiente dominado por homens, tal como o seu papel na vida real no SNL. Vários outros ex-alunos do SNL já desempenharam papéis importantes ou fizeram participações especiais em 30 Rock, tais como Fred Armisen, Rachel Dratch, Jimmy Fallon, Siobhan Fallon Hogan, Will Ferrell, Will Forte, Gilbert Gottfried, Bill Hader, Jan Hooks, Julia Louis-Dreyfus, Tim Meadows, Bobby Moynihan, Amy Poehler, Rob Riggle, Horatio Sanz, Molly Shannon, Jason Sudeikis, e Kristen Wiig. Tanto Tracy Morgan como Fey já integraram o elenco do SNL, com Fey tendo sido ainda a primeira apresentadora feminina do segmento Weekend Update. Além disso, membros da equipa de 30 Rock já trabalharam no SNL, como: John Lutz, argumentista entre 2003 a 2010; Beth McCarthy-Miller, realizadora entre 1995 e 2006; e Steve Higgins, argumentista e produtor de 1995 a 2009. Alec Baldwin, apesar de nunca ter integrado o elenco do SNL, detém o recorde de ser o anfitrião do programa por mais vezes, com dezassete vezes.
"Chain Reaction of Mental Anguish" marcou a estreia do comediante Hannibal Buress em 30 Rock, no papel de um sem-abrigo que frequentemente proporciona um alívio cómico através das suas observações aleatórias e fora do comum. Este papel viria a se tornar recorrente, estendendo-se por mais oito episódios até à sexta temporada. Buress, de princípio, juntou-se à equipa de argumentistas na quinta temporada, embora não tenha sido creditado como argumentista principal de episódios específicos, mas acabou por deixar o cargo após um breve período, em parte porque sentiu que não estava a contribuir tanto quanto queria. O envolvimento de Buress em 30 Rock foi um pequeno passo no início da sua carreira que precedeu a sua ascensão no mundo da comédia, onde mais tarde se tornou amplamente reconhecido pelo seu trabalho de comédia stand-up. "Chain Reaction of Mental Anguish" marcou ainda a segunda e última aparição de Michael Benjamin Washington como Donald, um homem que alega ser o filho ilegítimo de Tracy. Ele não participava da série desde "Mamma Mia" na terceira temporada.

## Enredo
Donald (Michael Benjamin Washington), suposto filho ilegítimo de Tracy Jordan (Tracy Morgan), vai ter com Jack Donaghy (Alec Baldwin) para apresentar uma proposta de negócio, um restaurante temático na Times Square. Embora não entusiasmado com a ideia, Jack vai ver o restaurante, mas o acha estúpido e aconselha Tracy deixar de mimar Donald. Porém, msia tarde, Jack revela aos dois que, quando recebeu o papel de proteína numa peça teatral da escola, o seu pai Jimmy Donaghy destruiu a sua confiança, o que fez com que se esquecesse das suas falas. Por isso, diz a Tracy para apoiar Donald nos seus sonhos, uma vez que o seu pai nunca o fez. Depois de ouvir as asneiras de Jack, Donald fica relutante em aceitar a ajuda do pai até Jack recitar o seu papel na peça da escola.
Ao mesmo tempo, Liz não fala com o seu namorado Carol Burnett há cinco dias e começa a ficar insegura. Jack sugere-lhe que fale com um terapeuta. Em uma conversa no seu escritório com o estagiário Kenneth, que assume o papel de seu terapeuta não convencional devido à sua disposição alegre e à cobertura do seguro, Liz descarrega os seus problemas. À medida que Liz explora os seus problemas de relacionamento, revela os seus problemas de infância com a comida e a confiança, resultantes de um prato de esparguete e ovos que a sua Tia Linda (Kelly Coffield Park) preparou. As suas sessões de terapia desencadeiam uma reação em cadeia de revelações emocionais entre ambos, e levam Kenneth a se recordar do seu próprio trauma aterrador do passado. Quando Jack descobre que estas sessões de terapia estão a tomar lugar, assume o papel do terapeuta de Kenneth para aliviá-lo da carga. Kenneth explica a Jack que, em tempos, teve um porco chamado Harold, que adorava e admirava como um pai, mas que acabou por ser obrigado a vender. Mais tarde, quando precisava de dinheiro para uma viagem de ferry para os estúdios da NBC, foi forçado a comer Harold num concurso de comer porcos. Jack diz a Kenneth que, ao comer Harold, deu sentido à sua morte, mas isso traz-lhe recordações dos seus próprios problemas com o seu pai, Jimmy Donaghy.
Em simultâneo, Jenna Maroney (Jane Krakowski) e o seu namorado transformista Paul L'astnamé (Will Forte) estão a planear a celebração do seu aniversário de seis meses. Jenna está esperançosa que ele proponha que façam um vídeo pornográfico para celebrar a ocasião, e que depois o divulguem na mídia. No entanto, os desejos mais tradicionais de Paul chocam com as aspirações de Jenna. Ele recusa-se a gravar o vídeo, querendo, ao invés disso, que ela conheça os pais dele. Devido a este desentendimento, eles terminam o relacionamento.

### Análises da crítica

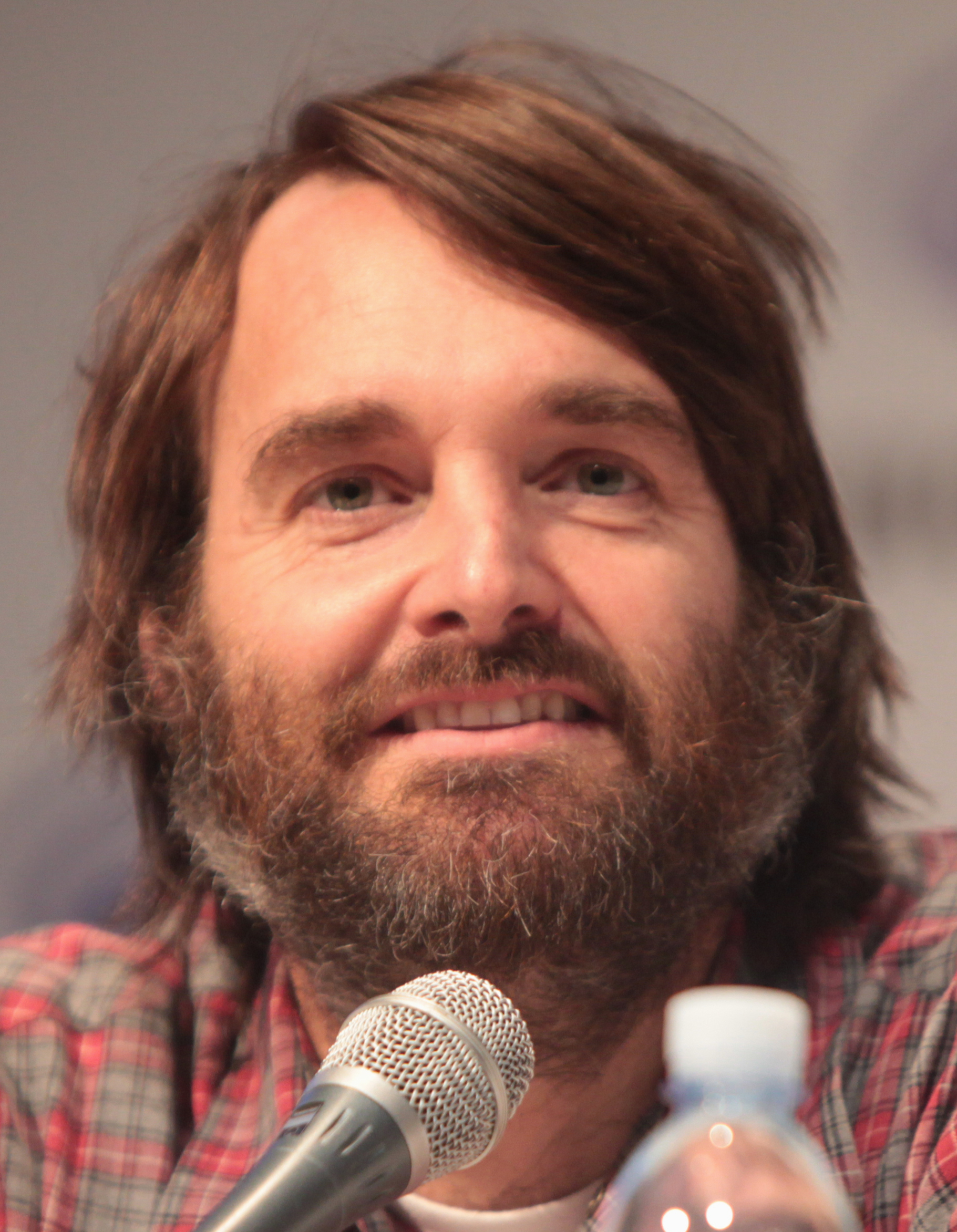
A trama da estrela convidada Will Forte foi recebida com opiniões mistas.